# Nunzia Serradimigni
Maria Annunziata Gilda Serradimigni, detta Nunzia (Sassari, 8 febbraio 1960), è un'ex cestista italiana.

## Biografia
Figlia del calciatore ed allenatore Umberto Serradimigni e sorella della cestista Roberta.

## Palmarès
- Coppa Ronchetti: 2

SS Roma: 1983-1984; BF Milano: 1990-1991